# Proopiomelanocortin
Proopiomelanocortin (POMC) ist ein Protein und Prohormon, das in den corticotropen Zellen der Adenohypophyse und daneben im Hypothalamus, in der Plazenta und in Epithelien produziert wird. Durch Convertasen wird das Prohormon posttranslational in über zehn aktive Peptidhormone prozessiert. 

## Struktur und Prozessierung
Das humane POMC besteht aus 241 Aminosäuren. Das Gen liegt auf dem Chromosomenabschnitt 2p23.3.
Das Prohormon wird gewebespezifisch in verschiedene Peptidhormone gespalten:
- Adrenocorticotropin (ACTH)
- Corticotropin-like intermediate peptide (CLIP)
- Melanozyten-stimulierende Hormone (MSH): α-MSH, β-MSH und γ-MSH
- γ-Lipotropin (γ-LPH)
- β-Endorphin

In der Adenohypophyse wird Adrenocorticotropin (ACTH) und β-Lipotropin abgespalten, im Hypophysenzwischenlappen CLIP, α-MSH, γ-LPH und β-Endorphin.
Diese Hormone spielen eine Rolle für Schmerzen, Energiehomöostase, Körpergewicht, Stimulation der Melanozyten, Regulation von Hunger und Sexualität. 
Mutationen dieses Gens wurden in Verbindung gebracht mit einer bestimmten Form frühzeitiger Adipositas, Nebennierenrindeninsuffizienz und roter Haarfarbe.